# Astephaninae
Astephaninae es una subtribu de plantas de flores perteneciente a la familia Apocynaceae (orden Gentianales).  Esta subtribu tiene los siguientes géneros.

## Géneros
- Astephanus R. Br.
- Glossostephanus E. Mey. = Oncinema Arn.
- Haemax E. Mey. = Astephanus R. Br.
- Microloma R. Br.
- Oncinema Arn.